# Cipermetrina
A Cipermetrina é uma substância do grupo dos piretróides (substâncias sintéticas derivadas da piretrina natural) e possui classificação toxicológica nível II (altamente tóxico). É fotoestável, não se degradando com a luz solar.
Como muitos piretróides é um inseticida e acaricida de ação muito ampla. 
Atua como uma neurotoxina de ação rápida nos insetos. Degrada-se facilmente no solo e nas plantas, mas pode ser eficaz durante semanas quando aplicada em superfícies internas inertes. É um inseticida não sistémico e não volátil que atua por contacto e ingestão, sendo utilizado na agricultura e em produtos de controlo de pragas. A exposição à luz solar, à água e ao oxigénio acelera a sua decomposição. A cipermetrina é altamente tóxica para peixes, abelhas e insetos aquáticos, segundo o Centro Nacional de Informação sobre Pesticidas (NPIC, anteriormente Rede Nacional de Telecomunicações sobre Pesticidas) nos EUA. É encontrada em muitos produtos domésticos contra formigas e baratas, incluindo Raid, Ortho, Combat, giz para formigas e algumas variantes do Baygon no Sudeste Asiático. 